# La Grimace (roman)
Pour les articles homonymes, voir La Grimace.
La Grimace (titre original : Ansichten eines Clowns) est un roman de l'écrivain allemand Heinrich Böll paru en Allemagne en 1963.

## Thème du roman
Le roman marque une période créatrice majeure d'Heinrich Böll, et témoigne d'une orientation de son œuvre littéraire vers un engagement moral et politique. Le personnage principal du roman annonce les conflits entre les générations de l'époque. Au début des années 1960, le niveau de vie allemand était élevé. Mais le héros, Hans Schnier - fils d'industriel, 27 ans - se refuse au luxe et préfère devenir clown, manifestant ainsi son opposition et sa critique de la société opportuniste de l'ère Adenauer que sa famille représente. Une prépublication dans le journal hebdomadaire Süddeutsche Zeitung avait déclenché un discours public qui prenait Böll âprement à partie, surtout de la part de l'Église. Heinrich Böll lance des pointes satiriques à l'adresse de cette Église catholique à laquelle il reproche de juguler certains croyants progressistes, compromettant le bonheur individuel au nom du principe d'ordre.

## Récit
L'amie de Hans Schnier, Marie, avec laquelle il vit depuis six ans, la première et unique femme de sa vie, qu'il veut épouser, bien que bonne catholique, se brouille avec lui pour des raisons de formalités de mariage et d'éducation religieuse des enfants à venir. Le lendemain il trouve un billet sur lequel elle a noté : « Je dois suivre le chemin qui est le mien. » Il trouve juste ces quelques mots. Rien d'autre. Déjà à Osnabrück, elle lui avait dit qu'elle avait peur de lui, parce qu'il se refusait à aller à Bonn et qu'elle voulait absolument y aller pour respirer l'air catholique. Très conformiste, elle épouse un petit bourgeois, membre d'une organisation catholique. Désormais Hans ne peut plus jouer son rôle de clown. Il se voit condamné à l'échec. L'amertume le gagne. Il sombre dans l'alcoolisme et finit mendiant sur les marches de la cathédrale de Cologne. Hans Schnier n'en voulait pas seulement aux cercles catholiques qui faisaient pression sur Marie, mais aussi à sa propre famille que l'exploitation du lignite avait fait millionnaires. Il ne peut pas pardonner à sa mère d'avoir envoyé sa jeune sœur Henriette, tout juste âgée de seize ans, aux batteries antiaériennes aux derniers jours de la guerre, où elle fut tuée, pour comme disait sa mère, « chasser ces yankees juifs de notre terre allemande sacrée. » Aujourd'hui elle était présidente de la « société pour la réconciliation interraciale ». Une duplicité que Hans retrouve partout dans la société; on ne veut surtout pas se souvenir du passé, des chemises brunes : on refoule tout sentiment de culpabilité. Avec ce roman, Böll a voulu capter ce climat social des années 1960 dans la République fédérale, ce qu'on a appelé « l'incapacité de pleurer ». En fait bien peu d'Allemands étaient enclins à reconnaître les crimes qu'ils avaient commis, et à en assumer la responsabilité. Être libéral c'était être communiste ou pire encore : c'était être contre les siens. L'Église, et surtout l'Église catholique étaient les garants de la morale publique. L'influence du clergé était à l'époque énorme et atteignait les plus hautes sphères politiques. La Grimace fut la critique à la fois surprenante et virulente d'Heinrich Böll face à - selon sa formule -  ce catholicisme politique allemand. Face à ce pouvoir arrogant, il place Hans Schnier, jeune et courroucé, qui, en signe de protestation contre l'oubli de l'Histoire, devient un marginal.

## Réception de l'œuvre
Avec ce roman teinté de satire mordante, Heinrich Böll s'est attiré les foudres de presque tous les organes et représentants de la République fédérale, critiques littéraires et lecteurs inclus. Ce roman fut vendu néanmoins à plusieurs milliers d'exemplaires et fut un des livres de Böll ayant le plus de succès : une preuve que Hans Schnier, le héros de Böll, ne laissait pas indifférent,. Le roman La Grimace a été mis en scène pour le cinéma par Vojtěch Jasný en 1976 sous le titre Ansichten eines Clowns.
L'idée source, Böll la donne lors d'un entretien avec Heinz Ludwig Arnold, éditeur et - durant ses études - secrétaire particulier d'Ernst Jünger :
« L'histoire de ce livre, je peux vous l'expliquer en quelques mots. Pendant quelque temps, j'ai collaboré avec quelques amis à un journal qui s'appelait Le Labyrinthe. Vous connaissez l'histoire de Thésée et d'Ariane. Il nous avait fallu abandonner ce journal, non seulement pour des raisons d'ordre financier, mais aussi parce que nous ne savions plus comment continuer. Chacun - nous étions quatre - écrivit une petite note explicative sur cet échec, l'une à la suite de l'autre, sans rien de plus - et mon explication était une interprétation de la saga de Thésée et Ariane, qui est en même temps l'intrigue du roman. C'est en fait l'histoire de Thésée et d'Ariane : Thésée est dans le labyrinthe, Ariane coupe la ficelle qui lui indiquait le chemin du retour, et le voilà pris au piège. Et le labyrinthe - et ça, je peux dans ce cas l'affirmer catégoriquement, parce que je connais les relations de cause à effet, le contexte, ça - ce labyrinthe - c'est le catholicisme politique allemand. (...) C'était la continuation du journal en tant que roman, tout simplement. (...) Un livre comme celui-ci ne peut être vu que sous son aspect politique - et aussi moral. »
Dans un article du 30 juillet 2012, le journaliste et éditeur du magazine Zeit-Literatur (magazine littéraire de l'hebdomadaire allemand Die Zeit), Ulrich Greiner, membre du PEN club, écrit : « L'esthétique et la morale se stimulent l'une l'autre. Les monologues du clown Hans Schnier sont une attaque générale portée au juste milieu aux débuts de la République fédérale d'Allemagne, à la duplicité morale, à l'empire tenace des anciens nazis et à un catholicisme rangé aux côtés des dirigeants. Il ne faut donc pas s'étonner de l'indignation farouche qu'elle généra. La critique de Böll envers l'avarice, la cupidité et la double morale, est plus actuelle que jamais. Böll qu'on se représente toujours aisément comme étant « le conciliateur », n'était pas - tout comme sa figure de roman -, un réconcilié. Cette colère profonde est un moteur du roman. Bien qu'il écrivît cette narration à la première personne, Böll, de toute évidence, n'est pas Hans Schnier. Lorsque le prélat dit à Hans Schnier : « Ce qui est terrible chez vous, c'est que vous êtes un homme innocent, je dirais presque, un homme pur. », cette phrase, d'une part bien entendu, le démasque, mais elle est en même temps une remarque pertinente. Hans Schnier n'est pas seulement pur, il est aussi un peu bête. Qui entretient une relation à ce point narcissique avec sa Marie bien-aimée, n'a pas mérité cet amour. Ce clown allie sa colère enfantine à son incapacité à affronter la réalité. En cela, il ressemble tout de même un peu à son auteur, et c'est en cela qu'il nous devient familier. « La littérature n'est pas convaincante lorsqu'elle est fidèle à la réalité, mais lorsqu'elle correspond à une vérité supérieure. C'est cette vérité qui est morale. », précise Böll dans sa poétique. »

## Éditions françaises
- La Grimace, traduit par Solange et Georges de Lalène, Paris, éditions du Seuil, 1964 (BNF 32927308)
- Paris, Seuil, coll. « Points. Roman » no 22, 1980  (ISBN 2-02-005615-1)
- Paris, Seuil, coll. « Points » no 414, 1997  (ISBN 2-02-032368-0)

## Adaptation cinématographique
- 1976 : Ansichten eines Clowns, film allemand réalisé par Vojtěch Jasný, avec Helmut Griem, Hanna Schygulla et Eva Maria Meineke